# Malgachinsula
Malgachinsula är ett släkte av fjärilar. Malgachinsula ingår i familjen mott.
Kladogram enligt Catalogue of Life:
| Malgachinsula | \| \| Malgachinsula anosibeella \| \| \| \| \| \| Malgachinsula tsarafidyella \| \| \| \| \| \| Malgachinsula viettei \| \| \| \| |
|               | \| \| Malgachinsula anosibeella \| \| \| \| \| \| Malgachinsula tsarafidyella \| \| \| \| \| \| Malgachinsula viettei \| \| \| \| |
|               | Malgachinsula anosibeella |
|               | |
|               | Malgachinsula tsarafidyella |
|               | |
|               | Malgachinsula viettei |
|               | |